# Marmaduke Tunstall
Pour les articles homonymes, voir Tunstall.
Marmaduke Tunstall  est un ornithologue et un collectionneur britannique, né en 1743 à Burton Constable dans le Yorkshire et mort le 11 octobre 1790 à Wycliffe.

## Biographie
En 1760, il hérite des possessions familiales situées à Scargill, Hutton, Long Villers et Wycliffe. Après sa conversion au catholicisme, il étudie à Douai en France. Pour compléter ses études, il s’installe à Welbeck Street, à Londres, où il constitue un cabinet de curiosités dont une riche collection d’animaux vivants. Après son mariage en 1776, il s’installe à Wycliffe, qui est à cette époque l’un des plus riches d’Angleterre.
Tunstall est l'auteur d’Ornithologica Britannica (1771), probablement l'un des premiers ouvrages britanniques de zoologie utilisant le système binominal de Carl von Linné (1707-1778).
Tunstall devient membre en 1764 de la Society of Antiquaries of London. Il devient membre de la Royal Society en 1771, quatre ans après l’ornithologie Thomas Pennant (1726-1798). Ses collections sont utilisées  par Pennant pour l'illustration de ses ouvrages.
Il quitte Londres pour s'installer dans le Yorkshire, à Wycliffe. À sa mort, c’est son demi-frère, William Constable, qui hérite de ses biens et de ses collections. Celui-ci invite Thomas Bewick (1753-1828) à dessiner, durant deux mois, les oiseaux rassemblés par Tunstall. Ses collections sont pratiquement entièrement perdues.